# 연희 (촉한)
연희(延熙)는 중국 촉한(蜀漢) 후주(後主)의 두 번째 연호이다. 238년에서 257년까지 20년 동안 사용하였다.
같은 시기에 사용된 다른 연호로는 조위(曹魏)에서 사용한 경초(景初 : 237년 ~ 239년), 정시(正始 : 240년 ~ 249년), 가평(嘉平 : 249년 ~ 254년), 정원(正元 : 254년 ~ 256년), 감로(甘露 : 256년 ~ 260년), 오(吳)에서 사용한 가화(嘉禾 : 232년 ~ 238년), 적오(赤烏 : 238년 ~ 251년), 태원(太元 : 251년 ~ 252년), 신봉(神鳳 : 252년), 건흥(建興 : 252년 ~ 253년), 오봉(五鳳 : 254년 ~ 256년), 태평(太平 : 256년 ~ 258년), 연왕(燕王) 공손연(公孫淵)이 237년부터 238년까지 사용한 사연호(私年號) 소한(紹漢)이 있다.

## 연대대조표
| 연희                       | 원년                           | 2년                  | 3년             | 4년                  | 5년                                 | 6년        | 7년                 | 8년        | 9년                 | 10년       |
| 서력                       | 238년                          | 239년                | 240년           | 241년                | 242년                               | 243년      | 244년               | 245년      | 246년               | 247년      |
| 육십간지 (六十干支)        | 무오(戊午)                     | 기미(己未)           | 경신(庚申)      | 신유(辛酉)           | 임술(壬戌)                          | 계해(癸亥) | 갑자(甲子)          | 을축(乙丑) | 병인(丙寅)          | 정묘(丁卯) |
| 조위 (曹魏)                | 경초(景初) 2년                 | 3년                  | 정시(正始) 원년 | 2년                  | 3년                                 | 4년        | 5년                 | 6년        | 7년                 | 8년        |
| 오(吳)                     | 가화(嘉禾) 7년 적오(赤烏) 원년 | 2년                  | 3년             | 4년                  | 5년                                 | 6년        | 7년                 | 8년        | 9년                 | 10년       |
| 연왕(燕王) 공손연 (公孫淵) | 소한(紹漢) 2년                 | -                    | -               | -                    | -                                   | -          | -                   | -          | -                   | -          |
| 연희                       | 11년                           | 12년                 | 13년            | 14년                 | 15년                                | 16년       | 17년                | 18년       | 19년                | 20년       |
| 서력                       | 248년                          | 249년                | 250년           | 251년                | 252년                               | 253년      | 254년               | 255년      | 256년               | 257년      |
| 육십간지 (六十干支)        | 무진(戊辰)                     | 기사(己巳)           | 경오(庚午)      | 신미(辛未)           | 임신(壬申)                          | 계유(癸酉) | 갑술(甲戌)          | 을해(乙亥) | 병자(丙子)          | 정축(丁丑) |
| 조위 (曹魏)                | 9년                            | 10년 가평(嘉平) 원년 | 2년             | 3년                  | 4년                                 | 5년        | 6년 정원(正元) 원년 | 2년        | 3년 감로(甘露) 원년 | 2년        |
| 오(吳)                     | 11년                           | 12년                 | 13년            | 14년 태원(太元) 원년 | 2년 신봉(神鳳) 원년 건흥(建興) 원년 | 2년        | 오봉(五鳳) 원년     | 2년        | 3년 태평(太平) 원년 | 2년        |

## 같이 보기
- 다른 왕조의 같은 연호
  - 후조(後趙) 연희(334년)

- 중국의 연호

| 이전 연호 건흥(建興) | 중국의 연호 촉한(蜀漢) | 다음 연호 경요(景耀) |